# Paul Hanley
Paul Hanley  (Melbourne, 12 november 1977) is een tennisspeler uit Australië. Hij is voornamelijk actief in het herendubbeltennis.

## Palmares

### Dubbelspel (26-25)
| Legend                      |
| Grand Slam tournaments (0)  |
| Tennis Masters Cup (0)      |
| ATP Masters Series (3)      |
| ATP Championship Series (6) |
| ATP Tour (17)               |

| Titles per ondergrond |
| Hard (16)             |
| Gravel (7)            |
| Gras (2)              |
| Tapijt (1)            |

### Dubbelspel
| Nr.                                       | Datum             | Toernooi                         | Ondergrond    | Partner          | Tegenstanders in finale                 | Score                | Details |
| ----------------------------------------- | ----------------- | -------------------------------- | ------------- | ---------------- | --------------------------------------- | -------------------- | ------- |
| Gewonnen finales heren dubbel             |                   |                                  |               |                  |                                         |                      |         |
| 1.                                        | 30 juli 2001      | ATP Sopot                        | Gravel        | Nathan Healey    | Irakli Labadze Attila Sávolt            | 7–6(10), 6–2         | Details |
| 2.                                        | 13 januari 2003   | ATP Sydney (1)                   | Hardcourt     | Nathan Healey    | Mahesh Bhupathi Joshua Eagle            | 7–6(3), 6–4          | Details |
| 3.                                        | 24 februari 2003  | ATP Rotterdam (1)                | Hardcourt (i) | Wayne Arthurs    | Roger Federer Maks Mirni                | 7–6(4), 6–2          | Details |
| 4.                                        | 12 mei 2003       | ATP Rome                         | Gravel        | Wayne Arthurs    | Michaël Llodra Fabrice Santoro          | 7–5, 7–6(5)          | Details |
| 5.                                        | 29 september 2003 | ATP Shanghai                     | Hardcourt     | Wayne Arthurs    | Shao Xuan Zeng Ben-Qiang Zhu            | 6–2, 6–4             | Details |
| 6.                                        | 3 november 2003   | ATP Parijs                       | Tapijt        | Wayne Arthurs    | Michaël Llodra Fabrice Santoro          | 6–3, 1–6, 6–3        | Details |
| 7.                                        | 23 februari 2004  | ATP Rotterdam (2)                | Hardcourt (i) | Radek Štěpánek   | Jonathan Erlich Andy Ram                | 5–7, 7–6(5), 7–5     | Details |
| 8.                                        | 21 juni 2004      | ATP Nottingham                   | Gras          | Todd Woodbridge  | Rick Leach Brian MacPhie                | 6–4, 6–3             | Details |
| 9.                                        | 14 februari 2005  | ATP San José                     | Hardcourt (i) | Wayne Arthurs    | Yves Allegro Michael Kohlmann           | 7–6(4), 6–4          | Details |
| 10.                                       | 23 mei 2005       | ATP Pörtschach am Wörthersee (1) | Gravel        | Lucas Arnold Ker | Martin Damm Mariano Hood                | 6–3, 6–4             | Details |
| 11.                                       | 25 juli 2005      | ATP Atlanta                      | Hardcourt     | Graydon Oliver   | Simon Aspelin Todd Perry                | 6–2, 3–1, opgave     | Details |
| 12.                                       | 3 oktober 2005    | ATP Bangkok                      | Hardcourt (i) | Leander Paes     | Jonathan Erlich Andy Ram                | 6–7(5), 6–1, 6–2     | Details |
| 13.                                       | 17 oktober 2005   | Stockholm Open (1)               | Hardcourt (i) | Wayne Arthurs    | Leander Paes Nenad Zimonjić             | 5–3, 5–3             | Details |
| 14.                                       | 27 februari 2006  | ATP Rotterdam (3)                | Hardcourt (i) | Kevin Ullyett    | Jonathan Erlich Andy Ram                | 7–6(4), 7–6(2)       | Details |
| 15.                                       | 6 maart 2006      | ATP Dubai (1)                    | Hardcourt     | Kevin Ullyett    | Mark Knowles Daniel Nestor              | 1–6, 6–2, [10–1]     | Details |
| 16.                                       | 22 mei 2006       | ATP Hamburg (1)                  | Gravel        | Kevin Ullyett    | Mark Knowles Daniel Nestor              | 4–6, 7–6(5), [10–4]  | Details |
| 17.                                       | 29 mei 2006       | ATP Pörtschach am Wörthersee (2) | Gravel        | Jim Thomas       | Oliver Marach Cyril Suk                 | 6–3, 4–6, [10–5]     | Details |
| 18.                                       | 19 juni 2006      | ATP Londen                       | Gras          | Kevin Ullyett    | Jonas Björkman Maks Mirni               | 6–4, 7–6(5)          | Details |
| 19.                                       | 16 oktober 2006   | ATP Stockholm (2)                | Hardcourt(i)  | Kevin Ullyett    | Olivier Rochus Kristof Vliegen          | 7–6(2), 6–4          | Details |
| 20.                                       | 15 januari 2007   | ATP Sydney (2)                   | Hardcourt     | Kevin Ullyett    | Mark Knowles Daniel Nestor              | 6–4, 6–7(3), [10–6]  | Details |
| 21.                                       | 1 maart 2008      | ATP Zagreb                       | Hardcourt (i) | Jordan Kerr      | Christopher Kas Rogier Wassen           | 6–3, 3–6, [10–8]     | Details |
| 22.                                       | 26 juli 2009      | ATP Hamburg (2)                  | Gravel        | Simon Aspelin    | Marcelo Melo Filip Polášek              | 6–3, 6–3             | Details |
| 23.                                       | 27 februari 2010  | ATP Dubai (2)                    | Hardcourt     | Simon Aspelin    | Lukáš Dlouhý Leander Paes               | 6–2, 6–3             | Details |
| 24.                                       | 9 januari 2011    | ATP Brisbane                     | Hardcourt     | Lukáš Dlouhý     | Robert Lindstedt Horia Tecău            | 6–4, opgave          | Details |
| 25.                                       | 15 januari 2011   | ATP Sydney (3)                   | Hardcourt     | Lukáš Dlouhý     | Bob Bryan Mike Bryan                    | 6–7(6), 6–3, [10–5]  | Details |
| 26.                                       | 15 april 2012     | ATP Casablanca                   | Gravel        | Dustin Brown     | Daniele Bracciali Fabio Fognini         | 7-5, 6-3             | Details |
| Verloren finales heren dubbel             |                   |                                  |               |                  |                                         |                      |         |
| 1.                                        | 24 juni 2001      | ATP Nottingham                   | Gras          | Andrew Kratzmann | Donald Johnson Jared Palmer             | 4-6, 2-6             | Details |
| 2.                                        | 7 oktober 2001    | ATP Tokio                        | Hardcourt     | Nathan Healey    | Rick Leach David Macpherson             | 6-1, 6-7(6), 6-7(4)  | Details |
| 3.                                        | 14 juli 2002      | ATP Båstad                       | Gravel        | Michael Hill     | Jonas Björkman Todd Woodbridge          | 6-7(6), 4-6          | Details |
| 4.                                        | 27 oktober 2002   | ATP Stockholm                    | Hardcourt (i) | Wayne Arthurs    | Wayne Black Kevin Ullyett               | 4-6, 6-2, 6-7(4)     | Details |
| 5.                                        | 3 augustus 2003   | ATP Washington                   | Hardcourt     | Chris Haggard    | Jevgeni Kafelnikov Sargis Sargsian      | 5-7, 6-4, 2-6        | Details |
| 6.                                        | 17 augustus 2003  | ATP Cincinnati                   | Hardcourt     | Wayne Arthurs    | Bob Bryan Mike Bryan                    | 5-7, 6-7(5)          | Details |
| 7.                                        | 26 oktober 2003   | ATP Stockholm                    | Hardcourt (i) | Wayne Arthurs    | Jonas Björkman Todd Woodbridge          | 3-6, 4-6             | Details |
| 8.                                        | 9 mei 2004        | ATP Rome                         | Gravel        | Wayne Arthurs    | Mahesh Bhupathi Maks Mirni              | 6-2, 3-6, 4-6        | Details |
| 9.                                        | 18 juli 2004      | ATP Los Angeles                  | Hardcourt     | Wayne Arthurs    | Bob Bryan Mike Bryan                    | 3-6, 6-7(6)          | Details |
| 10.                                       | 30 oktober 2004   | ATP Stockholm                    | Hardcourt (i) | Wayne Arthurs    | Feliciano López Fernando Verdasco       | 4-6, 4-6             | Details |
| 11.                                       | 27 februari 2005  | ATP Scottsdale                   | Hardcourt     | Wayne Arthurs    | Bob Bryan Mike Bryan                    | 5-7, 4-6             | Details |
| 12.                                       | 20 maart 2005     | ATP Indian Wells                 | Hardcourt     | Wayne Arthurs    | Mark Knowles Daniel Nestor              | 6-7(6), 6-7(2)       | Details |
| 13.                                       | 8 januari 2006    | ATP Adelaide                     | Hardcourt     | Kevin Ullyett    | Jonathan Erlich Andy Ram                | 6-7(4), 6-7(10)      | Details |
| 14.                                       | 6 augustus 2006   | ATP Washington                   | Hardcourt     | Kevin Ullyett    | Bob Bryan Mike Bryan                    | 3-6, 7-5 , [3-10]    | Details |
| 15.                                       | 13 augustus 2006  | ATP Montreal/Toronto             | Hardcourt     | Kevin Ullyett    | Bob Bryan Mike Bryan                    | 3-6, 5-7             | Details |
| 16.                                       | 20 mei 2007       | ATP Hamburg                      | Gravel        | Kevin Ullyett    | Bob Bryan Mike Bryan                    | 3-6, 4-6             | Details |
| 17.                                       | 12 augustus 2007  | ATP Montreal/Toronto             | Hardcourt     | Kevin Ullyett    | Mahesh Bhupathi Pavel Vízner            | 4-6, 4-6             | Details |
| 18.                                       | 12 april 2009     | ATP Casablanca                   | Gravel        | Simon Aspelin    | Łukasz Kubot Oliver Marach              | 6-7(4), 6-3, [6-10]  | Details |
| 19.                                       | 25 oktober 2009   | ATP Stockholm                    | Hardcourt (i) | Simon Aspelin    | Bruno Soares Kevin Ullyett              | 4-6, 6-7(4)          | Details |
| 20.                                       | 14 februari 2010  | ATP Rotterdam                    | Hardcourt (i) | Simon Aspelin    | Daniel Nestor Nenad Zimonjić            | 4-6, 6-4, [7-10]     | Details |
| 21.                                       | 5 februari 2012   | ATP Montpellier                  | Hardcourt (i) | Jamie Murray     | Nicolas Mahut Édouard Roger-Vasselin    | 4-6, 6-7(4)          | Details |
| 22.                                       | 18 juli 2012      | ATP Kitzbühel                    | Gravel        | Dustin Brown     | František Čermák Julian Knowle          | 6-7(4), 6-3, [10-12] | Details |
| 23.                                       | 30 september 2012 | ATP Bangkok                      | Hardcourt (i) | Eric Butorac     | Yen-Hsun Lu Danai Udomchoke             | 3-6, 4-6             | Details |
| 24.                                       | 6 januari 2013    | ATP Brisbane                     | Hardcourt     | Eric Butorac     | Marcelo Melo Tommy Robredo              | 6–4, 1-6, [5-10]     | Details |
| 25.                                       | 23 februari 2014  | ATP Marseille                    | Hardcourt (i) | Jonathan Murray  | Julien Benneteau Édouard Roger-Vasselin | 6–4, 6-7(6), 11-13   | Details |
| Gewonnen finales heren dubbel challengers |                   |                                  |               |                  |                                         |                      |         |
| 1.                                        | 16 juli 2000      | Scheveningen                     | Gravel        | Nathan Healey    | Marcus Hilpert Thomas Strengberger      | 6-2, 4-6, 6-3        |         |
| 2.                                        | 8 oktober 2000    | Bratislava                       | Hardcourt     | Paul Rosner      | Jonathan Erlich Aleksander Kitinov      | 6-4, 6-4             |         |

## Prestatietabel
| Legenda | Legenda                          |
| ------- | -------------------------------- |
| g.t.    | geen toernooi gehouden           |
| l.c.    | lagere categorie                 |
| –       | niet deelgenomen                 |
| G       | uitgeschakeld in de groepsfase   |
| 1R      | uitgeschakeld in de eerste ronde |
| 2R      | uitgeschakeld in de tweede ronde |
| 3R      | uitgeschakeld in de derde ronde  |
| 4R      | uitgeschakeld in de vierde ronde |
| KF      | uitgeschakeld in de kwartfinale  |
| HF      | uitgeschakeld in de halve finale |
| F       | de finale verloren               |
| W       | het toernooi gewonnen            |
| w-v     | winst/verlies-balans             |

### Prestatietabel grand slam, enkelspel
Hanley speelde op een grand slam nog nooit in het enkelspel.

### Prestatietabel grand slam, dubbelspel
| Toernooi              | 1999   | 2000 | 2001   | 2002   | 2003   | 2004  | 2005   | 2006   | 2007   | 2008  | 2009   | 2010   | 2011   | 2012  | 2138   | 2014   | Carrière winst-verlies |
| --------------------- | ------ | ---- | ------ | ------ | ------ | ----- | ------ | ------ | ------ | ----- | ------ | ------ | ------ | ----- | ------ | ------ | ---------------------- |
| Grandslamtoernooien   |        |      |        |        |        |       |        |        |        |       |        |        |        |       |        |        |                        |
| Australian Open       | 1R     | 2R   | 2R     | 1R     | 1R     | 2R    | 2R     | HF     | HF     | 2R    | 2R     | 3R     | 1R     | 1R    | 3R     | 1R     | 19-16                  |
| Roland Garros         | –      | –    | 2R     | KF     | HF     | 1R    | KF     | 2R     | 2R     | 2R    | 3R     | 1R     | 3R     | 2R    | –      | –      | 17-12                  |
| Wimbledon             | –      | –    | 2R     | 1R     | KF     | HF    | 1R     | KF     | 2R     | 1R    | KF     | 2R     | 3R     | 1R    | 2R     | 1R     | 19-14                  |
| US Open               | –      | 2R   | 1R     | 2R     | KF     | 1R    | 3R     | HF     | HF     | 1R    | 1R     | KF     | 3R     | 2R    | 1R     | –      | 21-14                  |
| Winst-verlies         | 0-1    | 2-2  | 3-4    | 4-4    | 10-4   | 5-4   | 6-4    | 12-4   | 10-4   | 2-4   | 6-4    | 6-4    | 6-4    | 2-4   | 3-3    | 0-2    | 77-56                  |
| Tennis Masters Cup    |        |      |        |        |        |       |        |        |        |       |        |        |        |       |        |        |                        |
| ATP World Tour Finals | –      | –    | –      | –      | G      | –     | G      | HF     | HF     | –     | –      | –      | –      | –     | –      | –      | 8-6                    |
| ATP Masters 1000      |        |      |        |        |        |       |        |        |        |       |        |        |        |       |        |        |                        |
| Indian Wells          | –      | –    | –      | –      | –      | KF    | F      | 1R     | KF     | KF    | –      | HF     | KF     | KF    | KF     | –      | 18-9                   |
| Miami                 | –      | –    | –      | 1R     | 1R     | KF    | 1R     | HF     | KF     | KF    | –      | 2R     | 2R     | 1R    | 1R     | –      | 11-11                  |
| Monte Carlo           | –      | –    | –      | –      | KF     | 1R    | HF     | –      | HF     | 2R    | –      | HF     | 1R     | –     | –      | –      | 9-7                    |
| Stuttgart/Madrid      | –      | –    | –      | –      | 1R     | KF    | KF     | HF     | 2R     | –     | –      | 2R     | –      | –     | –      | –      | 3-6                    |
| Rome                  | –      | –    | –      | 1R     | W      | F     | 2R     | KF     | KF     | 2R    | –      | 2R     | –      | –     | –      | –      | 10-7                   |
| Hamburg               | –      | –    | –      | 1R     | KF     | KF    | KF     | W      | F      | 2R    | l.c.   | l.c.   | l.c.   | l.c.  | l.c.   | l.c.   | 9-5                    |
| Montréal/Toronto      | –      | –    | –      | 1R     | KF     | 2R    | KF     | F      | F      | HF    | 1R     | 2R     | 2R     | KF    | –      | –      | 15-10                  |
| Cincinnati            | –      | –    | –      | 1R     | F      | 2R    | 2R     | 2R     | KF     | 2R    | –      | 1R     | –      | 1R    | –      | –      | 5-9                    |
| Shanghai              | g.t.   | g.t. | g.t.   | g.t.   | g.t.   | g.t.  | g.t.   | g.t.   | g.t.   | g.t.  | 2R     | 2R     | –      | –     | –      | –      | 2-2                    |
| Parijs                | –      | –    | –      | –      | W      | 1R    | KF     | 1R     | KF     | –     | KF     | 1R     | –      | HF    | –      | –      | 11-7                   |
| Olympische Spelen     |        |      |        |        |        |       |        |        |        |       |        |        |        |       |        |        |                        |
| Olympische Spelen     | n.v.t. | –    | n.v.t. | n.v.t. | n.v.t. | –     | n.v.t. | n.v.t. | n.v.t. | 1R    | n.v.t. | n.v.t. | n.v.t. | –     | n.v.t. | n.v.t. | 0-1                    |
| Statistieken          |        |      |        |        |        |       |        |        |        |       |        |        |        |       |        |        |                        |
| Totaal aantal titels  | 0      | 0    | 1      | 0      | 5      | 2     | 5      | 6      | 1      | 1     | 1      | 1      | 2      | 1     | 0      | 0      | 26                     |
| Totaal winst-verlies  | 0-1    | 2-5  | 20-17  | 21-26  | 51-25  | 40-27 | 52-26  | 58-19  | 42-25  | 20-21 | 31-24  | 31-25  | 24-20  | 37-28 | 18-25  | 4-8    | 451-322                |
| Eindejaarsranking     | 210    | 112  | 62     | 53     | 10     | 14    | 13     | 7      | 10     | 54    | 28     | 27     | 41     | 36    | 66     | 227    |                        |